# Woody Marks
Jo'Quavious Dequane Marks, detto Woody (Atlanta, 29 dicembre 2000), è un giocatore di football americano statunitense che milita nel ruolo di running back per gli Houston Texans della National Football League (NFL).

## Carriera universitaria
Marks iniziò la carriera nel college football a Mississippi State dal 2020 al 2023. Nella prima stagione disputò come titolare 8 gare su 11, correndo 312 yard e 3 touchdown, oltre a 60 ricezioni per 268 yard. Quelle 60 ricezioni furono un record scolastico per un giocatore al primo anno e il massimo assoluto per un running back dei Bulldogs. Nel 2021 partì come titolare in 8 gare su 13, con 416 yard corse e 6 touchdown e 83 ricezioni per 502 yard e altre 3 marcature. Nel 2022 partì come titolare in 7 gare su 12, con 582 yard corse e 9 touchdown e 48 ricezioni per 288 yard. Nel 2023 stabilì il record dei Bulldogs per ricezioni in carriera Chiuse quell’annata con 573 yard corse e 4 touchdown e 23 ricezioni per 167 yard e 2 marcature.
Nel 2024 Marks si trasferì a USC. Nell’unica stagione con i Trojans ebbe  i primati in carriera per corse tentate (198), yard corse (1.133), yard medie per corsa (5,7) e touchdown su corsa (9), oltre a 47 ricezioni per 321 yard.

### Houston Texans
Marks fu scelto nel corso del quarto giro (116º assoluto) del Draft NFL 2025 dagli Houston Texans. 